# Erich Brand
Erich Brand (* 23. März 1914 in Colmar; † 28. Februar 2011) war ein deutscher Mikropaläontologe und Erdölgeologe.

## Leben
Brand ging in Wiesbaden-Biebrich zur Schule und studierte ab 1932 zunächst Medizin, dann Geologie und Paläontologie in Frankfurt am Main, wo er 1937 bei Rudolf Richter promoviert wurde (Mikro-paläontologische Untersuchungen zur Stratigraphie des nordwest-deutschen Lias). Im Zweiten Weltkrieg war er zunächst Soldat, dann aber unter dem Einfluss von Alfred Bentz der Erdölprospektion zugeteilt und ab 1944 bei der Firma Wintershall bei Celle, bei der er auch nach dem Krieg blieb. Ab 1957 zog er mit dem Hauptsitz von Wintershall nach Kassel. 1966 bis 1970 war er für Wintershall als Erdölgeologe in Libyen und leitete danach die Ölexploration. 1979 ging er in den Ruhestand.
In den 1980er Jahren begann er die stratigraphische Revision und paläogeographische Interpretation der Daten aus Erdölbohrungen für den Bereich des mittleren Jura in Norddeutschland, die 2010 veröffentlicht wurden. Die nach der Wende 1990 zugänglichen DDR-Daten hatten die Arbeit erheblich umfangreicher gemacht.
Mit Heinz Malz untersuchte er in den 1960er Jahren die Ostrakoden des mittleren Jura und er setzte seine Ostrakoden-Studien auch später fort.
Er war 1962 am Handbuch Leitfossilien der Mikropaläontologie beteiligt. Er war Mitglied in der deutschen stratigraphischen Sub-Kommission für den Jura.

## Schriften
- mit Helmut Bartenstein: Mikro-paläontologische Untersuchungen zur Stratigraphie des nordwest-deutschen Lias und Doggers. Abhandlungen der Senckenbergischen Naturforschenden Gesellschaft, 439, 1937, S. 1–224.
- mit H. Bartenstein: Mikropaläontologische Untersuchungen zur Stratigraphie des nordwestdeutschen Valendis. Abhandlungen Senckenberg Naturforsch. Ges., 485, 1951, S. 239–336.
- mit H. Fahrion: Dogger Nordwestdeutschlands. In: Arbeitskreis deutscher Mikropaläontologen: Leitfossilien der Mikropaläontologie. Gebr. Borntraeger, Berlin, 1962, S. 123–158.
- mit K. Hoffmann: Stratigraphie und Fazies des nordwestdeutschen Jura und Bildungsbedingungen seiner Erdöllagerstätten. Erdöl, Kohle, Erdgas, Petrochemie, 16, 1963, S. 437–450.
- mit R. Jordan: Zur Paläogeographie des Ober-Bathonium (Dogger) im nordwestdeutschen Becken und neue Ergebnisse für den Raum Hildesheim. Geologisches Jahrbuch, A 121, 1990, S. 9–20.
- Biostratigraphische Untergliederung des Ober-Bathonium im Raum Hildesheim, Nordwestdeutschland, mittels Ostracoden und Korrelation ihrer Vertikalreichweiten mit Ammonitenzonen. Geologisches Jahrbuch; A 121, 1990, S. 119–274
- mit E. Mönnig: Beiträge zur Stratigraphie von Deutschland: Litho- und Biostratigraphie des Mittel-Jura (Dogger) in Bohrungen  Norddeutschlands. Schriftenreihe der Deutschen Gesellschaft für Geowissenschaften, 54, 2010, 5–77.